# احمد حسن‌زاده
احمد حسن‌زاده (زادهٔ ۱۱ خرداد ۱۳۶۳ نرماشیر) بازیکن فوتبال اهل ایران است و در باشگاه فوتبال گل‌گهر سیرجان در لیگ آزادگان فوتبال ایران بازی می‌کند. وی سابقهٔ حضور در تیم‌های صبای قم، مس کرمان، مس سرچشمه و فجر شیراز را نیز دارد.

## افتخارات
- افتخارات
- جام حذفی: جام حذفی فوتبال ایران۱۳۹۳–۱۳۹۲، نایب قهرمان
- لیگ قهرمانان آسیا۱۳۹۰–۱۳۸۹